# NGC 5125
NGC 5125 est une vaste galaxie spirale située dans la constellation de la Vierge. Sa vitesse par rapport au fond diffus cosmologique est de 7 263 ± 21 km/s, ce qui correspond à une distance de Hubble de 107,1 ± 7,5 Mpc (∼349 millions d'al). NGC 5125 a été découverte par l'astronome britannique John Herschel en 1828.
La classe de luminosité de NGC 5125 est II et elle présente une large raie HI. C'est aussi possiblement une galaxie du champ, c'est-à-dire qu'elle n'appartient pas à un amas ou un groupe et qu'elle est donc gravitationnellement isolée. Selon la base de données Simbad, NGC 5125 est une galaxie LINER, c'est-à-dire une galaxie dont le noyau présente un spectre d'émission caractérisé par de larges raies d'atomes faiblement ionisés.
À ce jour, six mesures non basées sur le décalage vers le rouge (redshift) donnent une distance de 110,967 ± 18,454 Mpc (∼362 millions d'al), ce qui est un à l'intérieur des valeurs de la distance de Hubble.

## Supernova
La supernova SN 1997co a été découverte dans NGC 5125 le 29 mai 1997 par des astronomes de l'observatoire astronomique de Pékin (BAO). Cette supernova était de type II.